# Karima Adebibe
Karima Adebibe, aussi connue sous le nom de Karima McAdams, est née le 14 février 1985 à Londres, est un mannequin et actrice britannique.

## Biographie
Née à Londres d'un père marocain et d'une mère gréco-irlandaise, elle est élevée au Maroc avec ses deux sœurs, jusqu'à l'âge de sept ans, puis part vivre en Angleterre.
À dix-sept ans, elle commence une carrière de mannequin, apparaissant dans quelques publicités.

### Vie privée
Elle est en couple avec le rappeur Professor Green. Ils accueillent leur premier enfant en 2021, Slimane Ray Manderson

## Carrière
En 2004, elle obtient un rôle dans le film Alien vs. Predator.
En 2006, elle est choisie par l'éditeur de jeux vidéo Eidos Interactive à l'occasion de la sortie du jeu Tomb Raider: Legend, pour représenter Lara Croft lors de la promotion du jeu. Elle est le septième mannequin à reprendre ce rôle, après Jill de Jong, Lucy Clarkson, Lara Weller, Nell McAndrew, Rhona Mitra et Nathalie Cook. Elle a dû apprendre à se battre et à se servir d'une arme, et a étudié l'archéologie.
L'année suivante, elle rempile pour assurer la promotion du jeu Tomb Raider: Anniversary. À la fin de son contrat avec Eidos en 2008, elle est remplacée par Alison Carroll.
En 2009, elle joue dans le film Frontier Blues.
En 2017, elle apparaît dans trois épisodes de la série Vikings, ainsi qu'aux côtés d'Helen McCrory dans Fearless. L'année suivante, elle joue le rôle d'une espionne dans la série Deep State, aux côtés de Mark Strong et Joe Dempsie. La série s'achève en 2019 après deux saisons.

## Filmographie

### Cinéma

#### Longs métrages
- 2004 : Alien vs. Predator de Paul W. S. Anderson : La jeune femme du sacrifice
- 2009 : Frontier Blues : Ana
- 2011 : Sherlock Holmes : Jeu d'ombres (Sherlock Holmes: A Game of Shadows) de Guy Ritchie : La femme dans le club d'armes

#### Court métrage
- 2015 : The Leap de Karel van Bellingen : L'hôtesse de Freehaven

### Télévision

#### Séries télévisées
- 2017 : Fearless (6 épisodes) : Miriam Attar
- 2017 : Vikings (3 épisodes) : Kassia
- 2018 - 2019 : Deep State (16 épisodes) : Leyla Toumi
- 2020 : Soulmates (1 épisode) : Sarah Maddox
- 2023 : La Roue du temps (5 épisodes) : Lady Suroth
- 2024 : Dune: Prophecy (2 épisodes) : Soeur Nazir
- 2025 : Hijack (1 épisode)